# Mille Miglia

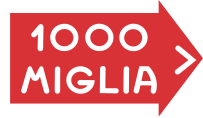
Wegwijzer.

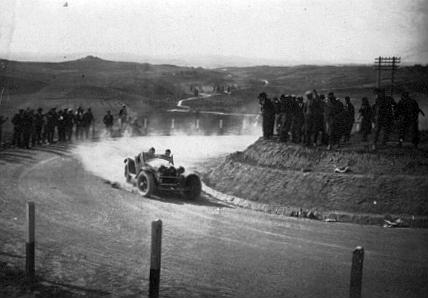
Mille Miglia van 1932, auto nr. 115 Caracciola-Bonini

De Mille Miglia, duizend mijl, was een endurancerace in Italië die 24 keer georganiseerd werd tussen 1927 en 1957. De Mille Miglia werd een van de bekendste en belangrijkste enduranceraces en heeft veel betekend voor het Gran Turismo racen.
De Mille Miglia werd niet volgens een vaste route verreden, maar wel in hetzelfde deel van Italië. Niet minder dan 13 keer werd de route veranderd. Het grootste verschil is echter dat de Mille Miglia voor de Tweede Wereldoorlog tegen de klok in verreden werd en na de oorlog met de klok mee.

De Mille Miglia heeft een tweede leven gekregen als een regelmatigheidsrally voor oldtimers die uit de tijdsperiode van 1927 t/m 1957 komen.

## Geschiedenis
In 1926 kwamen Aymo Maggi en Franco Mazzotti op het idee om in en rond hun geboortestad Brescia iets te doen voor de autosport. Samen met Renzo Castagneto, de secretaris van de Regio Automobil Club d'Italia in Brescia, en Giovanni Canestrini, een autosportjournalist bij La Gazzetta dello Sport, besloten ze om een race van ongeveer 1.500 km (1.000 Romeinse mijl) te organiseren door Italië. Om de weg aan te duiden bedacht Castagneto de rode pijl met witte letters. De eerste editie van de Mille Miglia werd op 26 maart 1927 georganiseerd en in totaal kwamen 77 wagens aan de start. De drie eerste plaatsen gingen uiteindelijk naar OM, een automerk dat zijn thuisbasis had in Brescia.
In 1928 begon de dominantie van Alfa Romeo, die met uitzondering van 1931 alle vooroorlogse edities wist te winnen.
In 1938 vond in het centrum van Bologna een ongeval plaats waarbij tien mensen omkwamen. Daarop besloot de Italiaanse overheid het racen in stedelijke gebieden te verbieden. In 1939 werd geen Mille Miglia georganiseerd en werd als vervanging een race in Libië verreden van Tobroek naar Tripoli. In 1940 werd een officieuze Mille Miglia georganiseerd onder de naam "Coppa Brescia"; verreden op een 165 km lang uitgestippeld circuit dat negen keer moest worden afgelegd. De overwinning ging naar het Duitse BMW.
Na de oorlog, in 1947, werd de Mille Miglia opnieuw georganiseerd. Biondetti wist met een Alfa Romeo 8C 2900 Berlinetta te winnen, maar daarna zou Ferrari bijna alle overwinningen opeisen.  
Door de steeds snellere en krachtigere wagens werd het racen op openbare wegen echter te gevaarlijk. De Carrera Panamericana in Mexico was een ware dodenrace, waarmee in 1954 gestopt werd. De 24 uur van Le Mans kende in 1955 het grootste autoraceongeval ooit (80 doden) en zorgde bijna voor het einde van alle races op de openbare weg. De Mille Miglia hield het vol tot 1957. Dat jaar crashte Alfonso de Portago met zijn Ferrari, waarbij 11 mensen omkwamen. Hierdoor viel het doek voor de inmiddels legendarische race.

In 1958, 1959 en 1961 werden nog pogingen ondernomen om de Mille Miglia in een andere opzet en andere route te laten plaatsvinden, maar dat liep op niets uit.
In 1967, veertig jaar na de eerste Mille Miglia, werd rond Brescia opnieuw een rally gereden met wagens uit de vooroorlogse Mille Miglia en tien jaar later werd dit nog eens overgedaan. Sinds 1982 wordt ongeveer jaarlijks een race georganiseerd voor alle modellen gebouwd tussen 1927 en 1957. Opnieuw wordt er van Brescia naar Rome en terug gereden, zoals dat gedaan werd in de jaren dertig.

## Erelijst
| Jaar | Wagen                                   | Coureurs                                       |
| ---- | --------------------------------------- | ---------------------------------------------- |
| 1927 | OM 665 S                                | Ferdinando Minoia / Giuseppe Morandi           |
| 1928 | Alfa Romeo 6C 1500 SS Zagato            | Giuseppe Campari / Giulio Ramponi              |
| 1929 | Alfa Romeo 6C 1750 SS Zagato            | Giuseppe Campari / Giulio Ramponi              |
| 1930 | Alfa Romeo 6C 1750 GS Zagato            | Tazio Nuvolari / Gianbattista Guidotti         |
| 1931 | Mercedes-Benz SSKL                      | Rudolf Caracciola / Wilhelm Sebastian          |
| 1932 | Alfa Romeo 8C 2300 S Touring            | Baconin Borzacchini / Amadeo Bignami           |
| 1933 | Alfa Romeo 8C 2300 S Zagato             | Tazio Nuvolari / Achille Compagnoni            |
| 1934 | Alfa Romeo 8C 2600 Monza S Brianza      | Achille Varzi / Amadeo Bignami                 |
| 1935 | Alfa Romeo 8C 2900 B Spider (P3- basis) | Carlo Maria Pintacuda / Alessandro Della Stufa |
| 1936 | Alfa Romeo 8C 2900 B Spider             | Antonio Brivio / Carlo Ongaro                  |
| 1937 | Alfa Romeo 8C 2900 B Spider             | Carlo Maria Pintacuda / Paride Mambelli        |
| 1938 | Alfa Romeo 8C 2900 B Spider             | Clemente Biondetti / Aldo Stefani              |
|      |                                         |                                                |
| 1940 | BMW 328 MM Stromline Coupé              | Fritz Huschke von Hanstein / Walter Baumer     |
|      |                                         |                                                |
| 1947 | Alfa Romeo 8C 2900 B Berlinetta         | Clemente Biondetti / Giuseppe Navone           |
| 1948 | Ferrari 166 S Coupé Allemano            | Clemente Biondetti / Giuseppe Navone           |
| 1949 | Ferrari 166 MMBarchetta                 | Clemente Biondetti / Ettore Salani             |
| 1950 | Ferrari 195 S Berlinetta                | Gianni Marzotto / Marco Crosara                |
| 1951 | Ferrari 340 America Berlinetta          | Luigi Villoresi / Pasquale Cassani             |
| 1952 | Ferrari 250 S Berlinetta                | Giovanni Bracco / Alfonso Rolfo                |
| 1953 | Ferrari 166 MM Spider                   | Gianni Marzotto / Marco Crosara                |
| 1954 | Lancia D24 Spider                       | Alberto Ascari                                 |
| 1955 | Mercedes-Benz 300 SLR Spider            | Stirling Moss / Denis Jenkinson                |
| 1956 | Ferrari 290 MM Spider                   | Eugenio Castellotti                            |
| 1957 | Ferrari 315 S Spider                    | Piero Taruffi                                  |